# Coppa Davis 2005 Zona Europea/Africana
La Zona Euro-Africana (European and African Zone) è una delle tre divisioni zonali della Coppa Davis 2005.

## Gruppo I
|                                                                    | Play-off 2º turno 23-25 settembre                                  | Play-off 2º turno 23-25 settembre                                  | Play-off 2º turno 23-25 settembre                                  |                                                                    |                                                                    | Play-off 1º turno 15-27 luglio                                     | Play-off 1º turno 15-27 luglio                                     | Play-off 1º turno 15-27 luglio                                     |                                                                    |                                                                             | 1º turno 10-12 febbraio                                                     | 1º turno 10-12 febbraio                                                     | 1º turno 10-12 febbraio                                                     |                                                                             |                                                                             | 2º turno 4-6 aprile/28-30 aprile (ITA-MAR) 29 aprile-1º maggio (BEL-SCG)    | 2º turno 4-6 aprile/28-30 aprile (ITA-MAR) 29 aprile-1º maggio (BEL-SCG)    | 2º turno 4-6 aprile/28-30 aprile (ITA-MAR) 29 aprile-1º maggio (BEL-SCG)    |                                                                             |                                          |
|                                                                    |                                                                    |                                                                    |                                                                    |                                                                    |                                                                    |                                                                    |                                                                    |                                                                    |                                                                    |                                                                             |                                                                             |                                                                             |                                                                             |                                                                             |                                                                             |                                                                             |                                                                             |                                                                             |                                                                             |                                          |
|                                                                    |                                                                    |                                                                    |                                                                    |                                                                    |                                                                    |                                                                    |                                                                    |                                                                    |                                                                    |                                                                             |                                                                             |                                                                             |                                                                             |                                                                             |                                                                             |                                                                             |                                                                             |                                                                             |                                                                             |                                          |
|                                                                    |                                                                    |                                                                    |                                                                    |                                                                    |                                                                    |                                                                    |                                                                    |                                                                    |                                                                    |                                                                             | S                                                                           | Regno Unito                                                                 |                                                                             |                                                                             |                                                                             |                                                                             |                                                                             |                                                                             |                                                                             |                                          |
|                                                                    |                                                                    |                                                                    |                                                                    |                                                                    |                                                                    |                                                                    |                                                                    |                                                                    |                                                                    |                                                                             |                                                                             | bye                                                                         |                                                                             |                                                                             |                                                                             | Ramat HaSharon, Israele (Cemento)                                           | Ramat HaSharon, Israele (Cemento)                                           | Ramat HaSharon, Israele (Cemento)                                           | Ramat HaSharon, Israele (Cemento)                                           | Ramat HaSharon, Israele (Cemento)        |
|                                                                    |                                                                    |                                                                    |                                                                    |                                                                    |                                                                    |                                                                    | Israele                                                            |                                                                    |                                                                    |                                                                             |                                                                             |                                                                             |                                                                             |                                                                             | S                                                                           | Regno Unito                                                                 | 3                                                                           |                                                                             |                                                                             |                                          |
|                                                                    |                                                                    |                                                                    |                                                                    |                                                                    |                                                                    |                                                                    | bye                                                                |                                                                    |                                                                    |                                                                             |                                                                             |                                                                             |                                                                             |                                                                             |                                                                             | Israele                                                                     | 2                                                                           |                                                                             |                                                                             |                                          |
|                                                                    |                                                                    |                                                                    |                                                                    |                                                                    |                                                                    |                                                                    |                                                                    |                                                                    |                                                                    |                                                                             | Israele                                                                     |                                                                             |                                                                             |                                                                             |                                                                             |                                                                             |                                                                             |                                                                             |                                                                             |                                          |
|                                                                    | Harare, Zimbabwe (Cemento indoor)                                  | Harare, Zimbabwe (Cemento indoor)                                  | Harare, Zimbabwe (Cemento indoor)                                  | Harare, Zimbabwe (Cemento indoor)                                  |                                                                    |                                                                    |                                                                    |                                                                    |                                                                    |                                                                             | bye                                                                         |                                                                             |                                                                             |                                                                             |                                                                             |                                                                             |                                                                             |                                                                             |                                                                             |                                          |
|                                                                    |                                                                    | Israele                                                            | 4                                                                  |                                                                    |                                                                    |                                                                    |                                                                    |                                                                    |                                                                    |                                                                             |                                                                             |                                                                             |                                                                             |                                                                             |                                                                             |                                                                             |                                                                             |                                                                             |                                                                             |                                          |
|                                                                    |                                                                    | Zimbabwe                                                           | 1                                                                  |                                                                    |                                                                    |                                                                    |                                                                    |                                                                    |                                                                    |                                                                             |                                                                             |                                                                             |                                                                             |                                                                             |                                                                             |                                                                             |                                                                             |                                                                             |                                                                             |                                          |
|                                                                    |                                                                    |                                                                    |                                                                    |                                                                    |                                                                    |                                                                    |                                                                    |                                                                    |                                                                    |                                                                             | S                                                                           | Belgio                                                                      |                                                                             |                                                                             |                                                                             |                                                                             |                                                                             |                                                                             |                                                                             |                                          |
|                                                                    |                                                                    |                                                                    |                                                                    |                                                                    |                                                                    |                                                                    |                                                                    |                                                                    |                                                                    |                                                                             |                                                                             | bye                                                                         |                                                                             |                                                                             |                                                                             | Belgrado, Serbia e Montenegro (Terra)                                       | Belgrado, Serbia e Montenegro (Terra)                                       | Belgrado, Serbia e Montenegro (Terra)                                       | Belgrado, Serbia e Montenegro (Terra)                                       | Belgrado, Serbia e Montenegro (Terra)    |
|                                                                    |                                                                    |                                                                    |                                                                    |                                                                    |                                                                    | bye                                                                |                                                                    |                                                                    |                                                                    |                                                                             |                                                                             |                                                                             |                                                                             | S                                                                           | Belgio                                                                      | 3                                                                           |                                                                             |                                                                             |                                                                             |                                          |
|                                                                    |                                                                    |                                                                    |                                                                    |                                                                    |                                                                    |                                                                    | Zimbabwe                                                           |                                                                    |                                                                    | Novi Sad, Serbia e Montenegro (Terra indoor)                                | Novi Sad, Serbia e Montenegro (Terra indoor)                                | Novi Sad, Serbia e Montenegro (Terra indoor)                                | Novi Sad, Serbia e Montenegro (Terra indoor)                                |                                                                             |                                                                             | Serbia e Montenegro                                                         | 2                                                                           |                                                                             |                                                                             |                                          |
|                                                                    |                                                                    |                                                                    |                                                                    |                                                                    |                                                                    |                                                                    |                                                                    |                                                                    |                                                                    |                                                                             | Serbia e Montenegro                                                         | 5                                                                           |                                                                             |                                                                             |                                                                             |                                                                             |                                                                             |                                                                             |                                                                             |                                          |
|                                                                    |                                                                    |                                                                    |                                                                    |                                                                    |                                                                    |                                                                    |                                                                    |                                                                    |                                                                    |                                                                             |                                                                             | Zimbabwe                                                                    | 0                                                                           |                                                                             |                                                                             |                                                                             |                                                                             |                                                                             |                                                                             |                                          |
|                                                                    |                                                                    |                                                                    |                                                                    |                                                                    |                                                                    |                                                                    |                                                                    |                                                                    |                                                                    |                                                                             | Lussemburgo, Lussemburgo (Cemento indoor)                                   |                                                                             |                                                                             |                                                                             |                                                                             |                                                                             |                                                                             |                                                                             |                                                                             |                                          |
|                                                                    |                                                                    |                                                                    |                                                                    |                                                                    |                                                                    |                                                                    |                                                                    |                                                                    |                                                                    |                                                                             |                                                                             | Italia                                                                      | 5                                                                           |                                                                             |                                                                             |                                                                             |                                                                             |                                                                             |                                                                             |                                          |
|                                                                    |                                                                    |                                                                    |                                                                    |                                                                    |                                                                    | Esch-sur-Alzette, Lussemburgo (Cemento indoor)                     | Esch-sur-Alzette, Lussemburgo (Cemento indoor)                     | Esch-sur-Alzette, Lussemburgo (Cemento indoor)                     | Esch-sur-Alzette, Lussemburgo (Cemento indoor)                     |                                                                             |                                                                             | Lussemburgo                                                                 | 0                                                                           |                                                                             |                                                                             | Roma, Italia (Terra)                                                        | Roma, Italia (Terra)                                                        | Roma, Italia (Terra)                                                        | Roma, Italia (Terra)                                                        | Roma, Italia (Terra)                     |
|                                                                    |                                                                    |                                                                    |                                                                    |                                                                    |                                                                    |                                                                    | Lussemburgo                                                        | 3                                                                  |                                                                    |                                                                             |                                                                             |                                                                             |                                                                             |                                                                             |                                                                             | Italia                                                                      | 4                                                                           |                                                                             |                                                                             |                                          |
|                                                                    |                                                                    |                                                                    |                                                                    |                                                                    |                                                                    | S                                                                  | Marocco                                                            | 2                                                                  |                                                                    |                                                                             |                                                                             |                                                                             |                                                                             |                                                                             | S                                                                           | Marocco                                                                     | 1                                                                           |                                                                             |                                                                             |                                          |
|                                                                    |                                                                    |                                                                    |                                                                    |                                                                    |                                                                    |                                                                    |                                                                    |                                                                    |                                                                    |                                                                             | bye                                                                         |                                                                             |                                                                             |                                                                             |                                                                             |                                                                             |                                                                             |                                                                             |                                                                             |                                          |
|                                                                    | Khemisset, Marocco (Terra)                                         | Khemisset, Marocco (Terra)                                         | Khemisset, Marocco (Terra)                                         | Khemisset, Marocco (Terra)                                         |                                                                    |                                                                    |                                                                    |                                                                    |                                                                    | S                                                                           | Marocco                                                                     |                                                                             |                                                                             |                                                                             |                                                                             |                                                                             |                                                                             |                                                                             |                                                                             |                                          |
|                                                                    | S                                                                  | Marocco                                                            | 4                                                                  |                                                                    |                                                                    |                                                                    |                                                                    |                                                                    |                                                                    |                                                                             |                                                                             |                                                                             |                                                                             |                                                                             |                                                                             |                                                                             |                                                                             |                                                                             |                                                                             |                                          |
|                                                                    |                                                                    | Sudafrica                                                          | 1                                                                  |                                                                    |                                                                    |                                                                    |                                                                    |                                                                    |                                                                    |                                                                             |                                                                             |                                                                             |                                                                             |                                                                             |                                                                             |                                                                             |                                                                             |                                                                             |                                                                             |                                          |
|                                                                    |                                                                    |                                                                    |                                                                    |                                                                    |                                                                    |                                                                    |                                                                    |                                                                    |                                                                    |                                                                             |                                                                             | bye                                                                         |                                                                             |                                                                             |                                                                             |                                                                             |                                                                             |                                                                             |                                                                             |                                          |
|                                                                    |                                                                    |                                                                    |                                                                    |                                                                    |                                                                    |                                                                    |                                                                    |                                                                    |                                                                    |                                                                             |                                                                             | Sudafrica                                                                   |                                                                             |                                                                             |                                                                             | Doornfontein, Sudafrica (Cemento indoor)                                    | Doornfontein, Sudafrica (Cemento indoor)                                    | Doornfontein, Sudafrica (Cemento indoor)                                    | Doornfontein, Sudafrica (Cemento indoor)                                    | Doornfontein, Sudafrica (Cemento indoor) |
|                                                                    |                                                                    |                                                                    |                                                                    |                                                                    |                                                                    | Sudafrica                                                          |                                                                    |                                                                    |                                                                    |                                                                             |                                                                             |                                                                             |                                                                             |                                                                             | Sudafrica                                                                   | 2                                                                           |                                                                             |                                                                             |                                                                             |                                          |
|                                                                    |                                                                    |                                                                    |                                                                    |                                                                    |                                                                    |                                                                    | bye                                                                |                                                                    |                                                                    |                                                                             |                                                                             |                                                                             |                                                                             |                                                                             | S                                                                           | Germania                                                                    | 3                                                                           |                                                                             |                                                                             |                                          |
|                                                                    |                                                                    |                                                                    |                                                                    |                                                                    |                                                                    |                                                                    |                                                                    |                                                                    |                                                                    |                                                                             | bye                                                                         |                                                                             |                                                                             |                                                                             |                                                                             |                                                                             |                                                                             |                                                                             |                                                                             |                                          |
|                                                                    |                                                                    |                                                                    |                                                                    |                                                                    |                                                                    |                                                                    |                                                                    |                                                                    |                                                                    |                                                                             | S                                                                           | Germania                                                                    |                                                                             |                                                                             |                                                                             |                                                                             |                                                                             |                                                                             |                                                                             |                                          |
| Zimbabwe e Sudafrica retrocesse al Group II della Coppa Davis 2006 | Zimbabwe e Sudafrica retrocesse al Group II della Coppa Davis 2006 | Zimbabwe e Sudafrica retrocesse al Group II della Coppa Davis 2006 | Zimbabwe e Sudafrica retrocesse al Group II della Coppa Davis 2006 | Zimbabwe e Sudafrica retrocesse al Group II della Coppa Davis 2006 | Zimbabwe e Sudafrica retrocesse al Group II della Coppa Davis 2006 | Zimbabwe e Sudafrica retrocesse al Group II della Coppa Davis 2006 | Zimbabwe e Sudafrica retrocesse al Group II della Coppa Davis 2006 | Zimbabwe e Sudafrica retrocesse al Group II della Coppa Davis 2006 | Zimbabwe e Sudafrica retrocesse al Group II della Coppa Davis 2006 | Gran Bretagna, Belgio, Italia, e Germania ammesse ai World Group Play-offs. | Gran Bretagna, Belgio, Italia, e Germania ammesse ai World Group Play-offs. | Gran Bretagna, Belgio, Italia, e Germania ammesse ai World Group Play-offs. | Gran Bretagna, Belgio, Italia, e Germania ammesse ai World Group Play-offs. | Gran Bretagna, Belgio, Italia, e Germania ammesse ai World Group Play-offs. | Gran Bretagna, Belgio, Italia, e Germania ammesse ai World Group Play-offs. | Gran Bretagna, Belgio, Italia, e Germania ammesse ai World Group Play-offs. | Gran Bretagna, Belgio, Italia, e Germania ammesse ai World Group Play-offs. | Gran Bretagna, Belgio, Italia, e Germania ammesse ai World Group Play-offs. | Gran Bretagna, Belgio, Italia, e Germania ammesse ai World Group Play-offs. |                                          |

## Gruppo II
|                                                                                            | Play-off 15-17 luglio                                                                      | Play-off 15-17 luglio                                                                      | Play-off 15-17 luglio                                                                      |                                                                                            |                                                                                            | 1º turno 4-6 marzo                                                                         | 1º turno 4-6 marzo                                                                         | 1º turno 4-6 marzo                                                                         |                                                                                            |                                                                  | 2º turno 15-17 luglio                                            | 2º turno 15-17 luglio                                            | 2º turno 15-17 luglio                                            |                                                                  |                                                                  | 3º turno 23-25 settembre                                         | 3º turno 23-25 settembre                                         | 3º turno 23-25 settembre                                         |                                                                  |                             |
|                                                                                            |                                                                                            |                                                                                            |                                                                                            |                                                                                            |                                                                                            |                                                                                            |                                                                                            |                                                                                            |                                                                                            |                                                                  |                                                                  |                                                                  |                                                                  |                                                                  |                                                                  |                                                                  |                                                                  |                                                                  |                                                                  |                             |
|                                                                                            |                                                                                            |                                                                                            |                                                                                            |                                                                                            |                                                                                            | Accra, Ghana (Cemento)                                                                     |                                                                                            |                                                                                            |                                                                                            |                                                                  |                                                                  |                                                                  |                                                                  |                                                                  |                                                                  |                                                                  |                                                                  |                                                                  |                                                                  |                             |
|                                                                                            |                                                                                            |                                                                                            |                                                                                            |                                                                                            |                                                                                            |                                                                                            | Ghana                                                                                      | 0                                                                                          |                                                                                            |                                                                  |                                                                  |                                                                  |                                                                  |                                                                  |                                                                  |                                                                  |                                                                  |                                                                  |                                                                  |                             |
|                                                                                            | Accra, Ghana (Cemento)                                                                     | Accra, Ghana (Cemento)                                                                     | Accra, Ghana (Cemento)                                                                     | Accra, Ghana (Cemento)                                                                     |                                                                                            | S                                                                                          | Finlandia                                                                                  | 5                                                                                          |                                                                                            |                                                                  | Helsinki, Finlandia (Terra)                                      | Helsinki, Finlandia (Terra)                                      | Helsinki, Finlandia (Terra)                                      | Helsinki, Finlandia (Terra)                                      | Helsinki, Finlandia (Terra)                                      |                                                                  |                                                                  |                                                                  |                                                                  |                             |
|                                                                                            |                                                                                            | Ghana                                                                                      | 2                                                                                          |                                                                                            |                                                                                            |                                                                                            |                                                                                            |                                                                                            |                                                                                            | S                                                                | Finlandia                                                        | 2                                                                |                                                                  |                                                                  |                                                                  |                                                                  |                                                                  |                                                                  |                                                                  |                             |
|                                                                                            |                                                                                            | Georgia                                                                                    | 3                                                                                          |                                                                                            | Sofia, Bulgaria (Sintetico indoor)                                                         | Sofia, Bulgaria (Sintetico indoor)                                                         | Sofia, Bulgaria (Sintetico indoor)                                                         | Sofia, Bulgaria (Sintetico indoor)                                                         |                                                                                            | S                                                                | Bulgaria                                                         | 3                                                                |                                                                  |                                                                  |                                                                  |                                                                  |                                                                  |                                                                  |                                                                  |                             |
|                                                                                            |                                                                                            |                                                                                            |                                                                                            |                                                                                            | S                                                                                          | Bulgaria                                                                                   | 4                                                                                          |                                                                                            |                                                                                            |                                                                  |                                                                  |                                                                  |                                                                  |                                                                  |                                                                  |                                                                  |                                                                  |                                                                  |                                                                  |                             |
|                                                                                            |                                                                                            |                                                                                            |                                                                                            |                                                                                            |                                                                                            |                                                                                            | Georgia                                                                                    | 1                                                                                          |                                                                                            |                                                                  |                                                                  |                                                                  |                                                                  |                                                                  |                                                                  | Donec'k, Ucraina (Cemento)                                       | Donec'k, Ucraina (Cemento)                                       | Donec'k, Ucraina (Cemento)                                       | Donec'k, Ucraina (Cemento)                                       | Donec'k, Ucraina (Cemento)  |
|                                                                                            |                                                                                            |                                                                                            |                                                                                            |                                                                                            |                                                                                            |                                                                                            |                                                                                            |                                                                                            |                                                                                            |                                                                  |                                                                  |                                                                  |                                                                  |                                                                  |                                                                  | S                                                                | Bulgaria                                                         | 1                                                                |                                                                  |                             |
|                                                                                            |                                                                                            |                                                                                            |                                                                                            |                                                                                            |                                                                                            | Hódmezővásárhely, Ungheria (Cemento indoor)                                                | Hódmezővásárhely, Ungheria (Cemento indoor)                                                | Hódmezővásárhely, Ungheria (Cemento indoor)                                                | Hódmezővásárhely, Ungheria (Cemento indoor)                                                | Hódmezővásárhely, Ungheria (Cemento indoor)                      |                                                                  |                                                                  |                                                                  |                                                                  |                                                                  | S                                                                | Ucraina                                                          | 4                                                                |                                                                  |                             |
|                                                                                            |                                                                                            |                                                                                            |                                                                                            |                                                                                            |                                                                                            | S                                                                                          | Ungheria                                                                                   | 4                                                                                          |                                                                                            |                                                                  |                                                                  |                                                                  |                                                                  |                                                                  |                                                                  |                                                                  |                                                                  |                                                                  |                                                                  |                             |
|                                                                                            | Oslo, Norvegia (Terra)                                                                     | Oslo, Norvegia (Terra)                                                                     | Oslo, Norvegia (Terra)                                                                     | Oslo, Norvegia (Terra)                                                                     |                                                                                            |                                                                                            | Monaco                                                                                     | 1                                                                                          |                                                                                            |                                                                  | Donec'k, Ucraina (Cemento)                                       | Donec'k, Ucraina (Cemento)                                       | Donec'k, Ucraina (Cemento)                                       | Donec'k, Ucraina (Cemento)                                       | Donec'k, Ucraina (Cemento)                                       |                                                                  |                                                                  |                                                                  |                                                                  |                             |
|                                                                                            |                                                                                            | Monaco                                                                                     | 1                                                                                          |                                                                                            |                                                                                            |                                                                                            |                                                                                            |                                                                                            |                                                                                            | S                                                                | Ungheria                                                         | 2                                                                |                                                                  |                                                                  |                                                                  |                                                                  |                                                                  |                                                                  |                                                                  |                             |
|                                                                                            |                                                                                            | Norvegia                                                                                   | 4                                                                                          |                                                                                            | Kiev, Ucraina (Sintetico indoor)                                                           | Kiev, Ucraina (Sintetico indoor)                                                           | Kiev, Ucraina (Sintetico indoor)                                                           | Kiev, Ucraina (Sintetico indoor)                                                           |                                                                                            | S                                                                | Ucraina                                                          | 3                                                                |                                                                  |                                                                  |                                                                  |                                                                  |                                                                  |                                                                  |                                                                  |                             |
|                                                                                            |                                                                                            |                                                                                            |                                                                                            |                                                                                            | S                                                                                          | Ucraina                                                                                    | 4                                                                                          |                                                                                            |                                                                                            |                                                                  |                                                                  |                                                                  |                                                                  |                                                                  |                                                                  |                                                                  |                                                                  |                                                                  |                                                                  |                             |
|                                                                                            |                                                                                            |                                                                                            |                                                                                            |                                                                                            |                                                                                            |                                                                                            | Norvegia                                                                                   | 1                                                                                          |                                                                                            |                                                                  |                                                                  |                                                                  |                                                                  |                                                                  |                                                                  |                                                                  |                                                                  |                                                                  |                                                                  |                             |
|                                                                                            |                                                                                            |                                                                                            |                                                                                            |                                                                                            |                                                                                            | Tallinn, Estonia (Sintetico indoor)                                                        |                                                                                            |                                                                                            |                                                                                            |                                                                  |                                                                  |                                                                  |                                                                  |                                                                  |                                                                  |                                                                  |                                                                  |                                                                  |                                                                  |                             |
|                                                                                            |                                                                                            |                                                                                            |                                                                                            |                                                                                            |                                                                                            |                                                                                            | Estonia                                                                                    | 4                                                                                          |                                                                                            |                                                                  |                                                                  |                                                                  |                                                                  |                                                                  |                                                                  |                                                                  |                                                                  |                                                                  |                                                                  |                             |
|                                                                                            | Gdynia, Polonia (Terra)                                                                    | Gdynia, Polonia (Terra)                                                                    | Gdynia, Polonia (Terra)                                                                    | Gdynia, Polonia (Terra)                                                                    |                                                                                            | S                                                                                          | Portogallo                                                                                 | 1                                                                                          |                                                                                            |                                                                  | Lisbona, Portogallo (Terra)                                      | Lisbona, Portogallo (Terra)                                      | Lisbona, Portogallo (Terra)                                      | Lisbona, Portogallo (Terra)                                      | Lisbona, Portogallo (Terra)                                      |                                                                  |                                                                  |                                                                  |                                                                  |                             |
|                                                                                            |                                                                                            | Estonia                                                                                    | 0                                                                                          |                                                                                            |                                                                                            |                                                                                            |                                                                                            |                                                                                            |                                                                                            | S                                                                | Portogallo                                                       | 3                                                                |                                                                  |                                                                  |                                                                  |                                                                  |                                                                  |                                                                  |                                                                  |                             |
|                                                                                            | S                                                                                          | Polonia                                                                                    | 5                                                                                          |                                                                                            | Algeria, Algeria (Terra)                                                                   | Algeria, Algeria (Terra)                                                                   | Algeria, Algeria (Terra)                                                                   | Algeria, Algeria (Terra)                                                                   |                                                                                            |                                                                  | Algeria                                                          | 2                                                                |                                                                  |                                                                  |                                                                  |                                                                  |                                                                  |                                                                  |                                                                  |                             |
|                                                                                            |                                                                                            |                                                                                            |                                                                                            |                                                                                            |                                                                                            | Algeria                                                                                    | 3                                                                                          |                                                                                            |                                                                                            |                                                                  |                                                                  |                                                                  |                                                                  |                                                                  |                                                                  |                                                                  |                                                                  |                                                                  |                                                                  |                             |
|                                                                                            |                                                                                            |                                                                                            |                                                                                            |                                                                                            |                                                                                            | S                                                                                          | Polonia                                                                                    | 2                                                                                          |                                                                                            |                                                                  |                                                                  |                                                                  |                                                                  |                                                                  |                                                                  | Estoril, Portogallo (Terra)                                      | Estoril, Portogallo (Terra)                                      | Estoril, Portogallo (Terra)                                      | Estoril, Portogallo (Terra)                                      | Estoril, Portogallo (Terra) |
|                                                                                            |                                                                                            |                                                                                            |                                                                                            |                                                                                            |                                                                                            |                                                                                            |                                                                                            |                                                                                            |                                                                                            |                                                                  |                                                                  |                                                                  |                                                                  |                                                                  |                                                                  | S                                                                | Portogallo                                                       | 4                                                                |                                                                  |                             |
|                                                                                            |                                                                                            |                                                                                            |                                                                                            |                                                                                            |                                                                                            | Kranj, Slovenia (Cemento indoor)                                                           | Kranj, Slovenia (Cemento indoor)                                                           | Kranj, Slovenia (Cemento indoor)                                                           | Kranj, Slovenia (Cemento indoor)                                                           | Kranj, Slovenia (Cemento indoor)                                 |                                                                  |                                                                  |                                                                  |                                                                  |                                                                  | S                                                                | Slovenia                                                         | 1                                                                |                                                                  |                             |
|                                                                                            |                                                                                            |                                                                                            |                                                                                            |                                                                                            |                                                                                            |                                                                                            | Costa d'Avorio                                                                             | 0                                                                                          |                                                                                            |                                                                  |                                                                  |                                                                  |                                                                  |                                                                  |                                                                  |                                                                  |                                                                  |                                                                  |                                                                  |                             |
|                                                                                            | Atene, Grecia (Terra)                                                                      | Atene, Grecia (Terra)                                                                      | Atene, Grecia (Terra)                                                                      | Atene, Grecia (Terra)                                                                      |                                                                                            | S                                                                                          | Slovenia                                                                                   | 5                                                                                          |                                                                                            |                                                                  | Kranj, Slovenia (Terra)                                          | Kranj, Slovenia (Terra)                                          | Kranj, Slovenia (Terra)                                          | Kranj, Slovenia (Terra)                                          | Kranj, Slovenia (Terra)                                          |                                                                  |                                                                  |                                                                  |                                                                  |                             |
|                                                                                            |                                                                                            | Costa d'Avorio                                                                             | 0                                                                                          |                                                                                            |                                                                                            |                                                                                            |                                                                                            |                                                                                            |                                                                                            | S                                                                | Slovenia                                                         | 5                                                                |                                                                  |                                                                  |                                                                  |                                                                  |                                                                  |                                                                  |                                                                  |                             |
|                                                                                            | S                                                                                          | Grecia                                                                                     | 5                                                                                          |                                                                                            | Jūrmala, Lettonia (Sintetico indoor)                                                       | Jūrmala, Lettonia (Sintetico indoor)                                                       | Jūrmala, Lettonia (Sintetico indoor)                                                       | Jūrmala, Lettonia (Sintetico indoor)                                                       |                                                                                            |                                                                  | Lettonia                                                         | 0                                                                |                                                                  |                                                                  |                                                                  |                                                                  |                                                                  |                                                                  |                                                                  |                             |
|                                                                                            |                                                                                            |                                                                                            |                                                                                            |                                                                                            |                                                                                            | Lettonia                                                                                   | 4                                                                                          |                                                                                            |                                                                                            |                                                                  |                                                                  |                                                                  |                                                                  |                                                                  |                                                                  |                                                                  |                                                                  |                                                                  |                                                                  |                             |
|                                                                                            |                                                                                            |                                                                                            |                                                                                            |                                                                                            |                                                                                            | S                                                                                          | Grecia                                                                                     | 1                                                                                          |                                                                                            |                                                                  |                                                                  |                                                                  |                                                                  |                                                                  |                                                                  |                                                                  |                                                                  |                                                                  |                                                                  |                             |
| Georgia, Monaco, Estonia, e Costa D'Avorio retrocesse al Group III della Coppa Davis 2006. | Georgia, Monaco, Estonia, e Costa D'Avorio retrocesse al Group III della Coppa Davis 2006. | Georgia, Monaco, Estonia, e Costa D'Avorio retrocesse al Group III della Coppa Davis 2006. | Georgia, Monaco, Estonia, e Costa D'Avorio retrocesse al Group III della Coppa Davis 2006. | Georgia, Monaco, Estonia, e Costa D'Avorio retrocesse al Group III della Coppa Davis 2006. | Georgia, Monaco, Estonia, e Costa D'Avorio retrocesse al Group III della Coppa Davis 2006. | Georgia, Monaco, Estonia, e Costa D'Avorio retrocesse al Group III della Coppa Davis 2006. | Georgia, Monaco, Estonia, e Costa D'Avorio retrocesse al Group III della Coppa Davis 2006. | Georgia, Monaco, Estonia, e Costa D'Avorio retrocesse al Group III della Coppa Davis 2006. | Georgia, Monaco, Estonia, e Costa D'Avorio retrocesse al Group III della Coppa Davis 2006. | Ucraina e Portogallo promosse al Group I della Coppa Davis 2006. | Ucraina e Portogallo promosse al Group I della Coppa Davis 2006. | Ucraina e Portogallo promosse al Group I della Coppa Davis 2006. | Ucraina e Portogallo promosse al Group I della Coppa Davis 2006. | Ucraina e Portogallo promosse al Group I della Coppa Davis 2006. | Ucraina e Portogallo promosse al Group I della Coppa Davis 2006. | Ucraina e Portogallo promosse al Group I della Coppa Davis 2006. | Ucraina e Portogallo promosse al Group I della Coppa Davis 2006. | Ucraina e Portogallo promosse al Group I della Coppa Davis 2006. | Ucraina e Portogallo promosse al Group I della Coppa Davis 2006. |                             |

## Gruppo III

### Girone 1
Località: Smash Tennis Academy, Il Cairo, Egitto (Terra)

Data: 27 aprile-1º maggio
|   | Pool A          | MKD 1995-2019 | DEN | NAM | KEN |   |                            | Pool B | EGY | BIH | LTU | MAD |
| 1 | Macedonia (3-0) |               | 3-0 | 3-0 | 3-0 | 1 | Egitto (3-0)               |        | 3-0 | 2-1 | 3-0 |     |
| 2 | Danimarca (2-1) | 0-3           |     | 3-0 | 3-0 | 2 | Bosnia ed Erzegovina (2-1) | 0-3    |     | 2-1 | 2-1 |     |
| 3 | Namibia (1-2)   | 0-3           | 0-3 |     | 2-1 | 3 | Lituania (1-2)             | 1-2    | 1-2 |     | 3-0 |     |
| 4 | Kenya (0-3)     | 0-3           | 0-3 | 1-2 |     | 4 | Madagascar (0-2)           | 0-3    | 1-2 | 0-3 |     |     |

|   | 1°-4° Play-off             | MKD 1995-2019 | EGY | DEN | BIH |   |                  | 5°-8° Play-off | LTU | NAM | MAD | KEN |
| 1 | Macedonia (3-0)            |               | 2-1 | 3-0 | 3-0 | 1 | Lituania (3-0)   |                | 2-1 | 3-0 | 3-0 |     |
| 2 | Egitto (1-2)               | 1-2           |     | 2-0 | 3-0 | 2 | Namibia (2-1)    | 1-2            |     | 2-1 | 2-1 |     |
| 3 | Danimarca (1-2)            | 0-3           | 0-2 |     | 2-1 | 3 | Madagascar (1-2) | 0-3            | 1-2 |     | 3-0 |     |
| 4 | Bosnia ed Erzegovina (0-3) | 0-3           | 0-3 | 1-2 |     | 4 | Kenya (0-3)      | 0-3            | 1-2 | 0-3 |     |     |

- Macedonia e Egitto promosse al Gruppo II della Coppa Davis 2006.
- Madagascar e Kenya retrocesse nel Gruppo IV della Coppa Davis 2006.

### Girone 2
Località: Fitzwilliam Tennis Club, Dublino, Irlanda (erba)

Data: 13-17 luglio
|   | Pool A        | IRL | ARM | NGR | ISL |   |                  | Pool B | CYP | TUN | TUR | SMR |
| 1 | Irlanda (3-0) |     | 3-0 | 3-0 | 3-0 | 1 | Cipro (3-0)      |        | 3-0 | 2-1 | 3-0 |     |
| 2 | Armenia (2-1) | 0-3 |     | 2-1 | 2-1 | 2 | Tunisia (2-1)    | 0-3    |     | 2-1 | 3-0 |     |
| 3 | Nigeria (1-2) | 0-3 | 1-2 |     | 3-0 | 3 | Turchia (1-2)    | 1-2    | 1-2 |     | 3-0 |     |
| 4 | Islanda (0-3) | 0-3 | 1-2 | 0-3 |     | 4 | San Marino (0-3) | 0-3    | 0-3 | 0-3 |     |     |

|   | 1°-4° Play-off | CYP | IRL | ARM | TUN |   |                  | 5th-8th Play-off | NGR | TUR | ISL | SMR |
| 1 | Cipro (3-0)    |     | 2-1 | 2-1 | 2-1 | 1 | Nigeria (3-0)    |                  | 2-1 | 3-0 | 3-0 |     |
| 2 | Irlanda (2-1)  | 1-2 |     | 3-0 | 3-0 | 2 | Turchia (2-1)    | 1-2              |     | 2-1 | 3-0 |     |
| 3 | Armenia (1-2)  | 1-2 | 0-3 |     | 2-1 | 3 | Islanda (1-2)    | 0-3              | 1-2 |     | 2-1 |     |
| 4 | Tunisia (0-3)  | 1-2 | 0-3 | 1-2 |     | 4 | San Marino (0-3) | 0-3              | 0-3 | 1-2 |     |     |

- Cipro e Irlanda promosse al Gruppo II della Coppa Davis 2006.
- Islanda e San Marino retrocesse nel Gruppo IV della Coppa Davis 2006.

## Gruppo IV
Località: Lugogo Tennis Club, Kampala, Uganda (Terra)

Data: Settimana 28 febbraio
|   | Pool A         | MDA | BOT | BEN | MLT | DJI |
| 1 | Moldavia (4-0) |     | 2-1 | 3-0 | 3-0 | 3-0 |
| 2 | Botswana (3-1) | 1-2 |     | 2-1 | 3-0 | 3-0 |
| 3 | Benin (2-2)    | 0-3 | 1-2 |     | 3-0 | 3-0 |
| 4 | Malta (1-3)    | 0-3 | 0-3 | 0-3 |     | 3-0 |
| 5 | Gibuti (0-4)   | 0-3 | 0-3 | 0-3 | 0-3 |     |

|   | Pool B            | AND | RWA | AZE | SEN | UGA | MRI |
| 1 | Andorra (5-0)     |     | 2-1 | 3-0 | 3-0 | 3-0 | 3-0 |
| 2 | Ruanda (3-2)      | 1-2 |     | 1-2 | 2-1 | 2-1 | 3-0 |
| 3 | Azerbaigian (3-2) | 0-3 | 2-1 |     | 1-2 | 2-1 | 3-0 |
| 4 | Senegal (3-2)     | 0-3 | 1-2 | 2-1 |     | 2-1 | 2-1 |
| 5 | Uganda (1-4)      | 0-3 | 1-2 | 1-2 | 1-2 |     | 2-1 |
| 6 | Mauritius (5-0)   | 0-3 | 0-3 | 0-3 | 1-2 | 1-2 |     |

- Moldova, Andorra, Botswana e Ruanda promosse al Gruppo III della Coppa Davis 2006.